# Shortwave listening

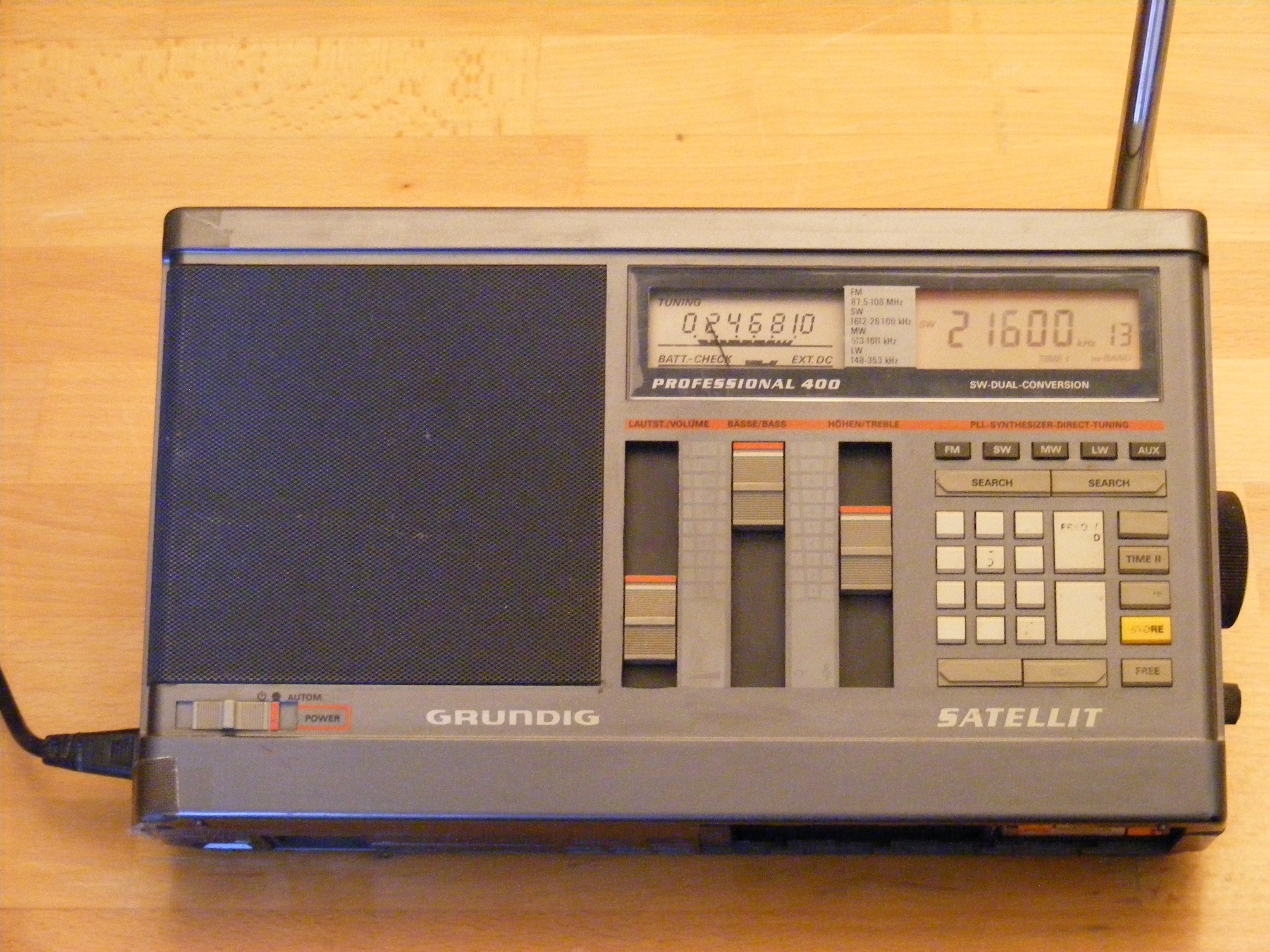
Grundig Satellit Professional 400

Con la locuzione inglese Shortwave listening (abbreviata in SWL, letteralmente "ascolto delle onde corte"), si indica l'attività di radioascolto della banda delle onde corte.
L'attività principale degli SWL è l'ascolto dei radioamatori operanti nella parte dello spettro elettromagnetico corrispondente alle onde corte, ovvero le HF. Le frequenze in queste bande godono di particolari proprietà di propagazione.
La categoria si distingue dai broadcast listener (BCL) che praticano per lo più l'ascolto della radiodiffusione in onde corte, non necessariamente per motivi didattici o sperimentali. La distinzione non è comunque netta e molti praticanti di radioascolto si identificano nelle due categorie.
In Italia, l'esercizio di una stazione da SWL non richiede il superamento di esami e, grazie al D.P.R. 5 ottobre 2001 N. 477 Art. 43, viene liberalizzato l'ascolto delle bande destinate ai radioamatori (la precedente normativa permetteva l'ascolto a norma di legge delle bande dei radioamatori solo previa autorizzazione del ministero; era infatti vietato ascoltare le bande dei radioamatori a chi non avesse ottenuto l'"autorizzazione per l'impianto e l'esercizio di stazione di solo ascolto sulle bande dei radioamatori"; in più la precedente normativa imponeva che l'ascolto delle comunicazioni tra radioamatori potesse essere effettuato solo presso il proprio domicilio). È comunque possibile richiedere un attestato dell'attività di ascolto presso la sede compartimentale del Ministero dello sviluppo economico competente per territorio; la domanda deve essere presentata in carta bollata; viene quindi rilasciata una "sigla distintiva" relativa all'attività di solo ascolto formata da: "lettera I (Italia), numero di protocollo, sigla della provincia di appartenenza". (Art. 9 del Decreto Tecnico Applicativo del suddetto D.P.R., appare l'11 febbraio 2003 sulla GU della Repubblica Italiana). L'attività di solo ascolto non è ristretta al proprio domicilio, nessuna limitazione, infatti, viene posta dal citato Decreto Tecnico Applicativo.

## Autorizzazione SWL
Chi ascolta la radio non è autorizzato a trasmettere a meno che non disponga di una autorizzazione ministeriale ossia di un numero di Protocollo. Chi pratica questo hobby a volte compie una vera e propria sperimentazione e ricerca scientifica e per sottolineare queste valenze e dare anche alle stazioni di solo ascolto SWL riconoscimento e visibilità, è rilasciato, a richiesta degli interessati, un numero di Protocollo. In Italia quest'ultimo è composto - nell'ordine - dal prefisso indicante la nazionalità, un numero di protocollo e la zona di residenza in forma di sigla della provincia di residenza. Nelle primordiali autorizzazioni rilasciate dalla Direzione Centrale Servizi Radioelettrici del Ministero delle Poste e delle Telecomunicazioni di Roma (l'unica competente a emetterle fino al 1979), il numero di protocollo poteva essere nella seguente forma: SWL n° XXXXX, ove al posto delle X vi era un numero. Le autorizzazioni non decadono di validità.

## Contest e diplomi per SWL
I maggiori contest radioamatoriali permettono la partecipazione degli SWL, istituendo a tal scopo delle categorie apposite. Gli SWL, inoltre, possono richiedere versione dedicate dei vari diplomi radiantistici.

## Ricevitori civili e militari per SWL

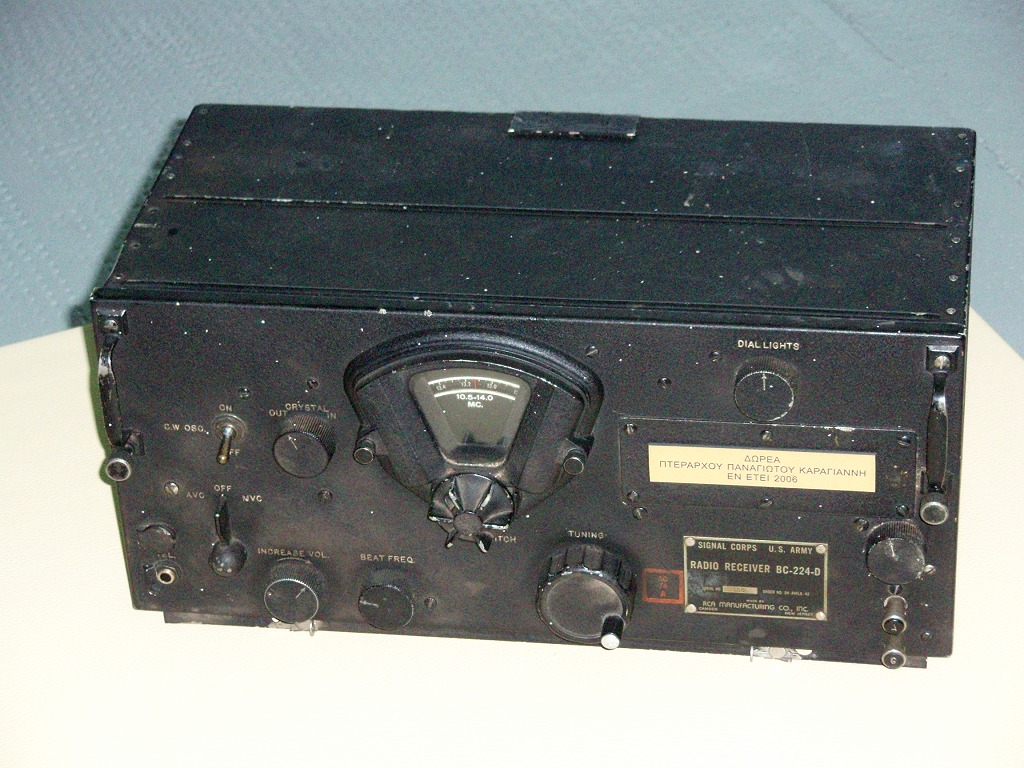
BC-224-D, U.S. military variante del BC-348, circa 1940
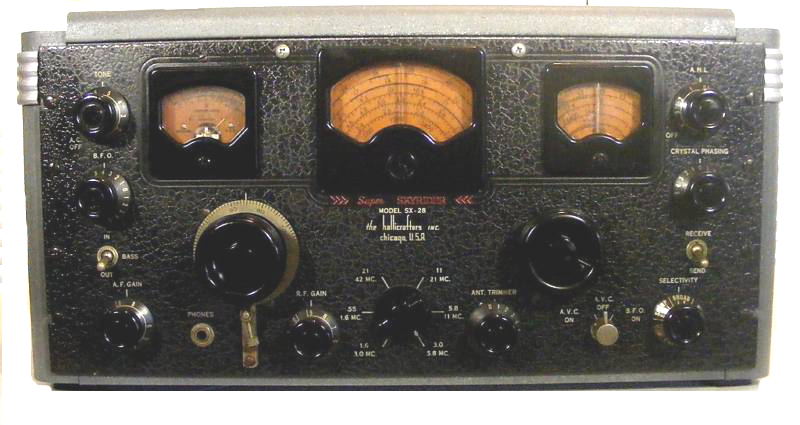
Hallicrafters SX-28 Super Skyrider receiver, circa 1940
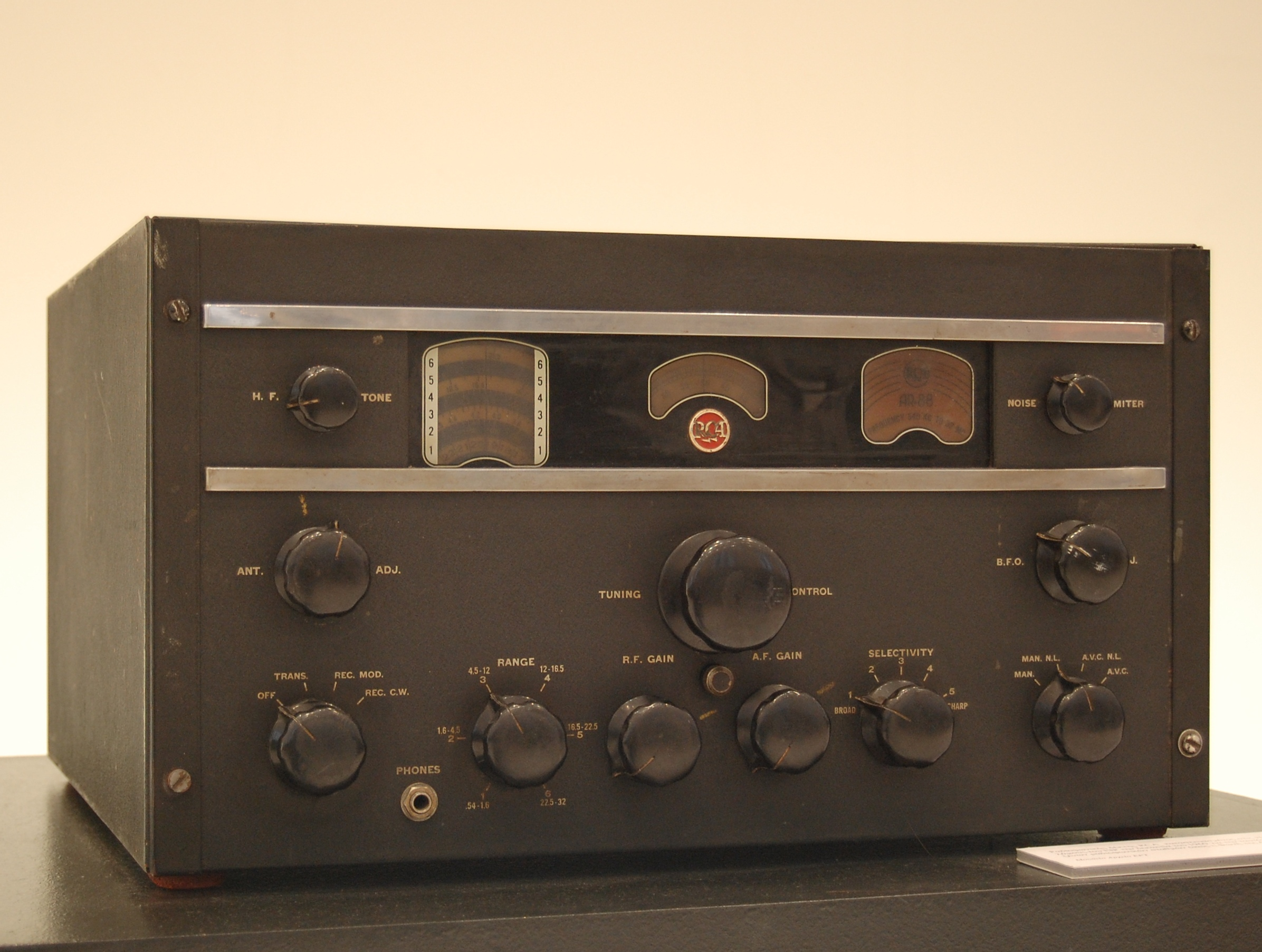
RCA AR-88, circa 1940
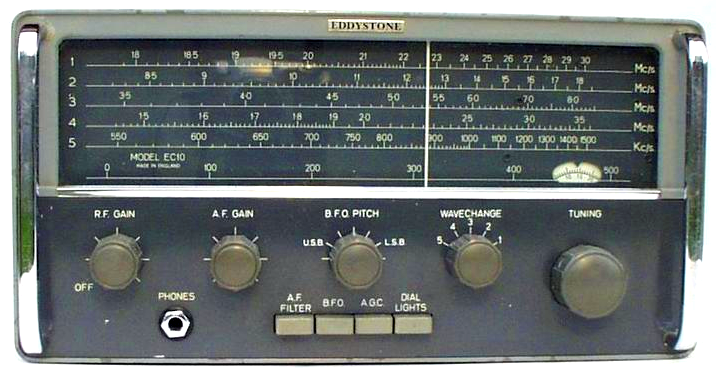
Eddystone EC10, circa 1960
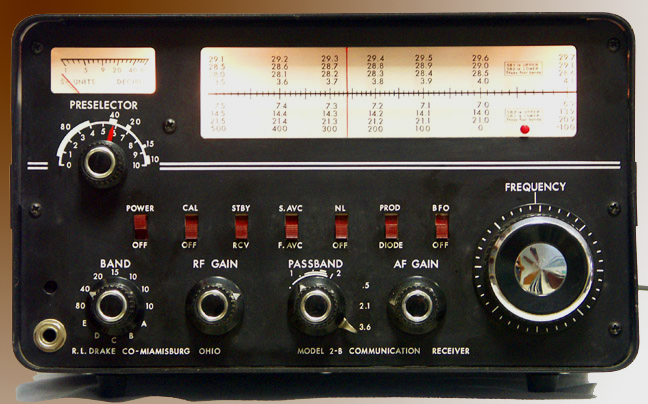
Drake 2B, circa 1960
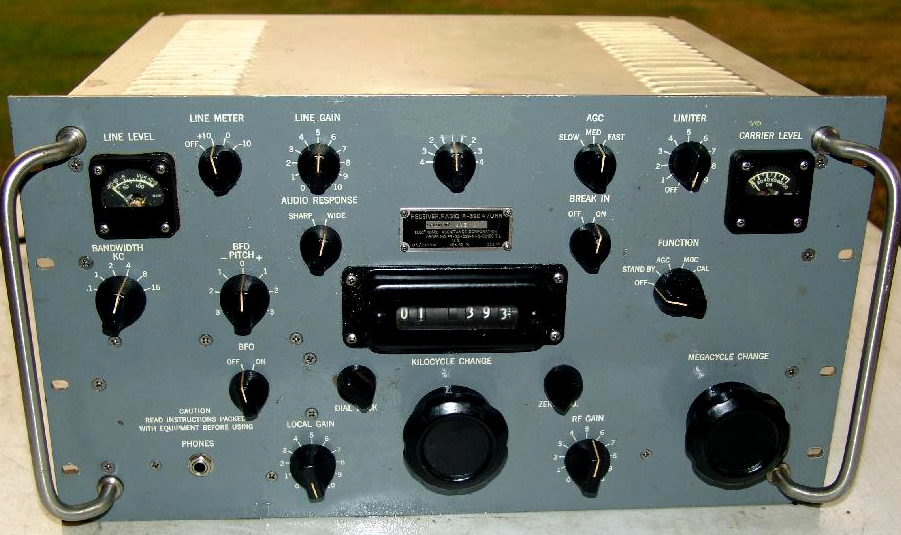
Collins Radio R-390A, 1955
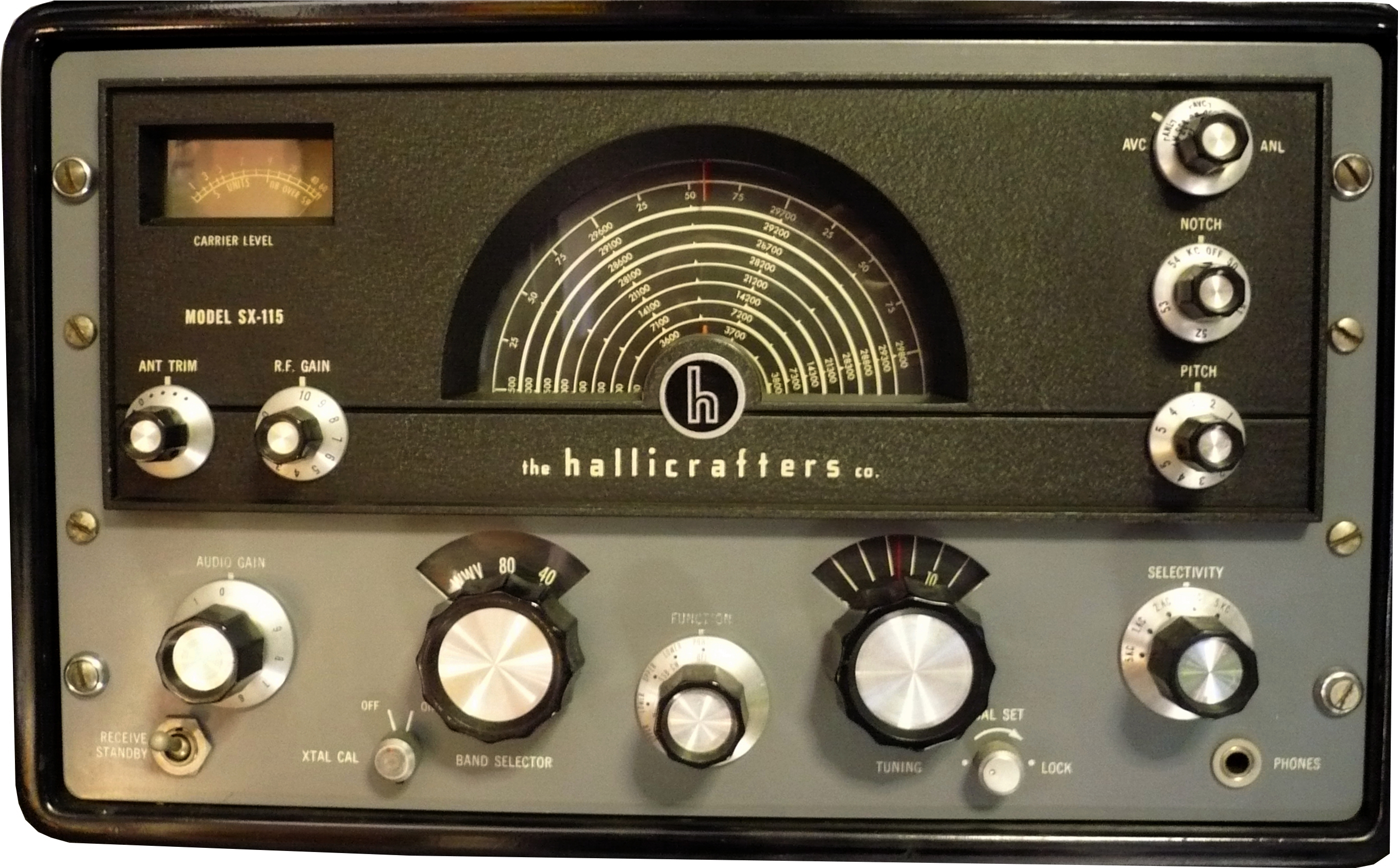
Hallicrafters SX-115, circa 1960
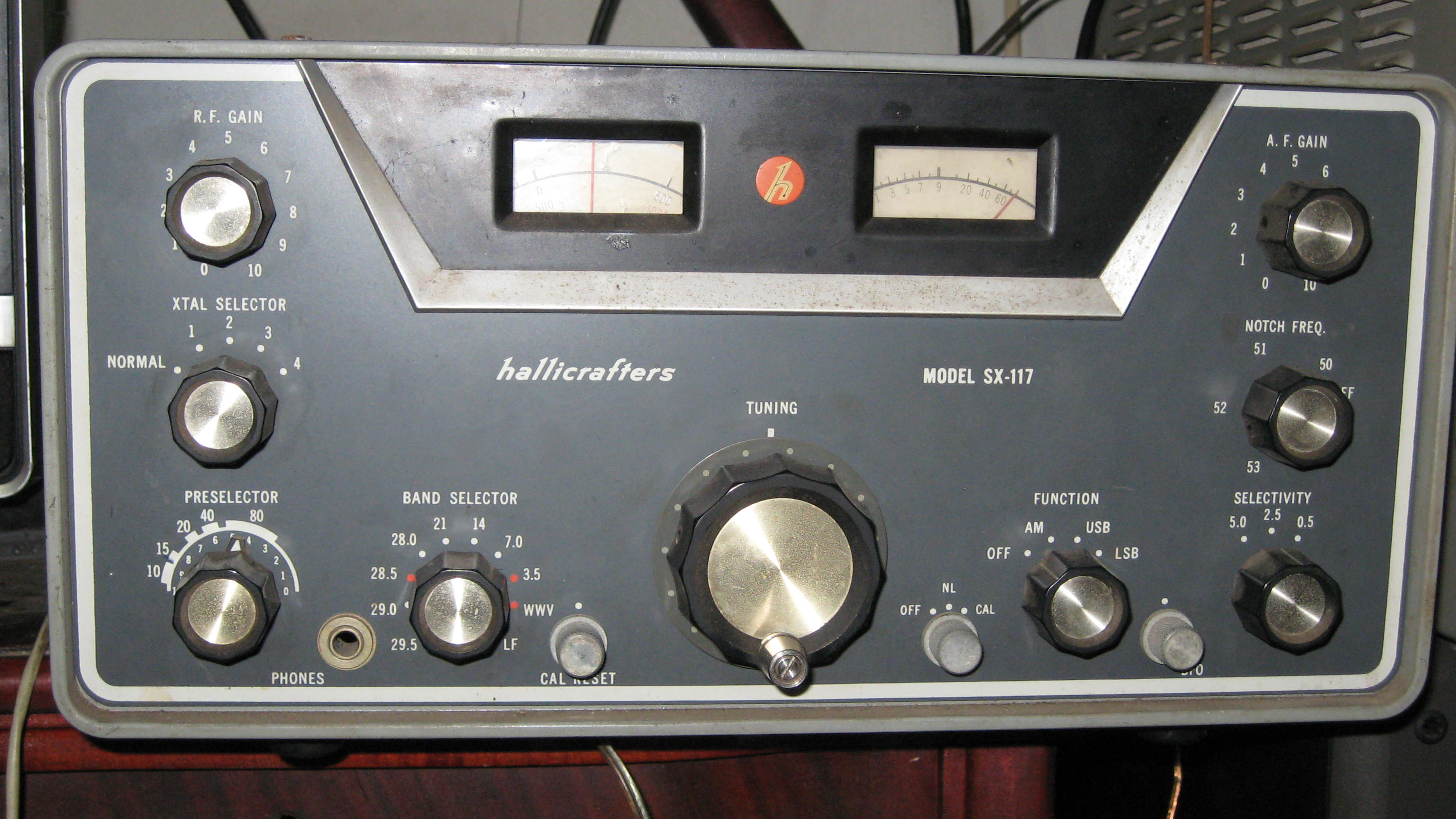
Hallicrafters SX-117, circa 1960
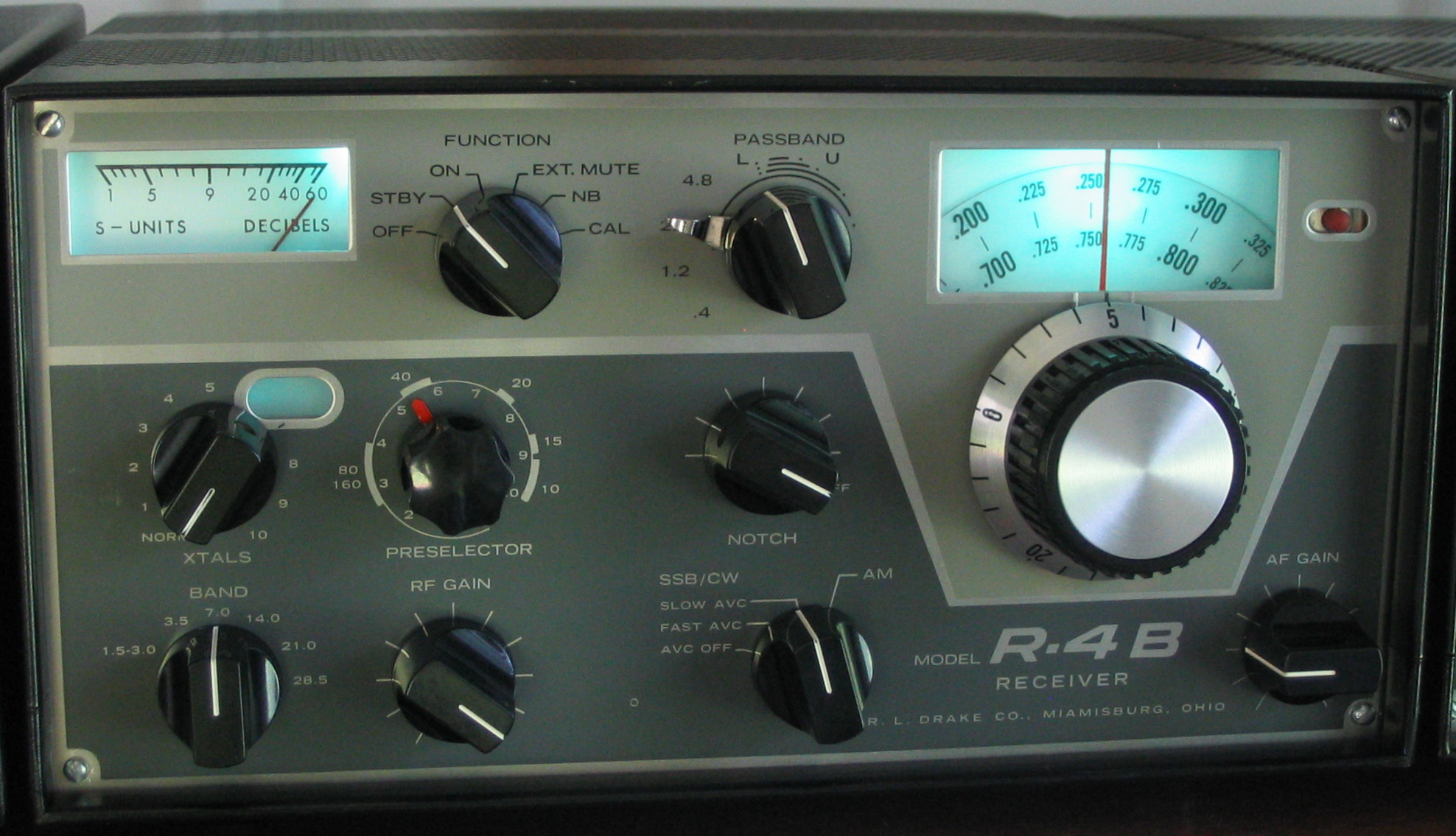
Drake R4B, circa 1971
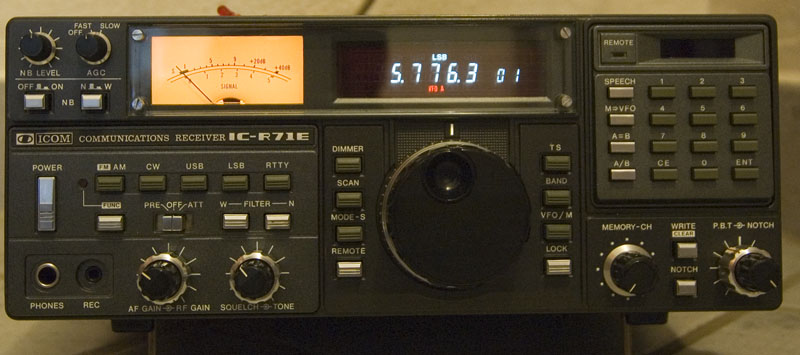
Icom IC R-71R, circa 1980
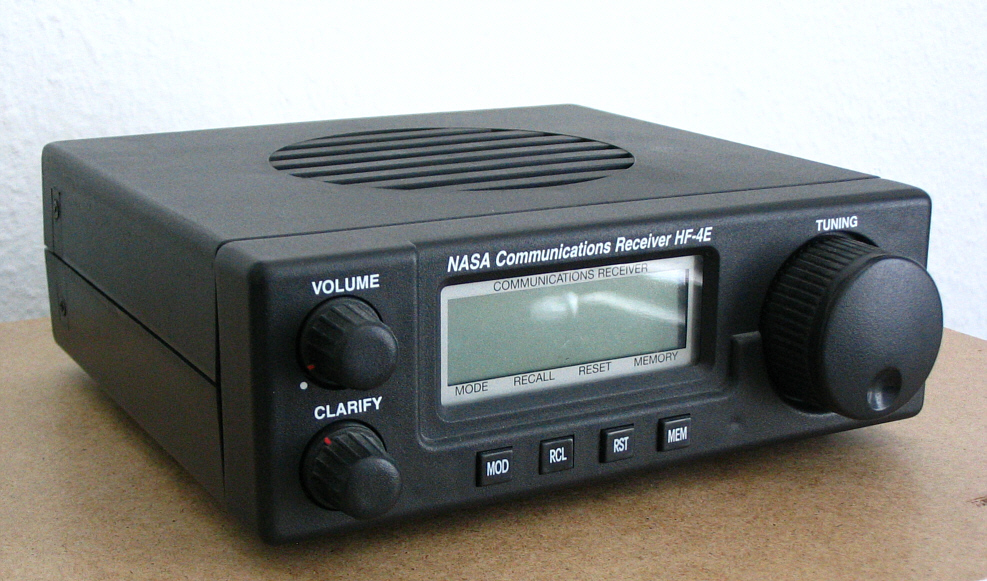
AKD Target HF-4E, circa 1980
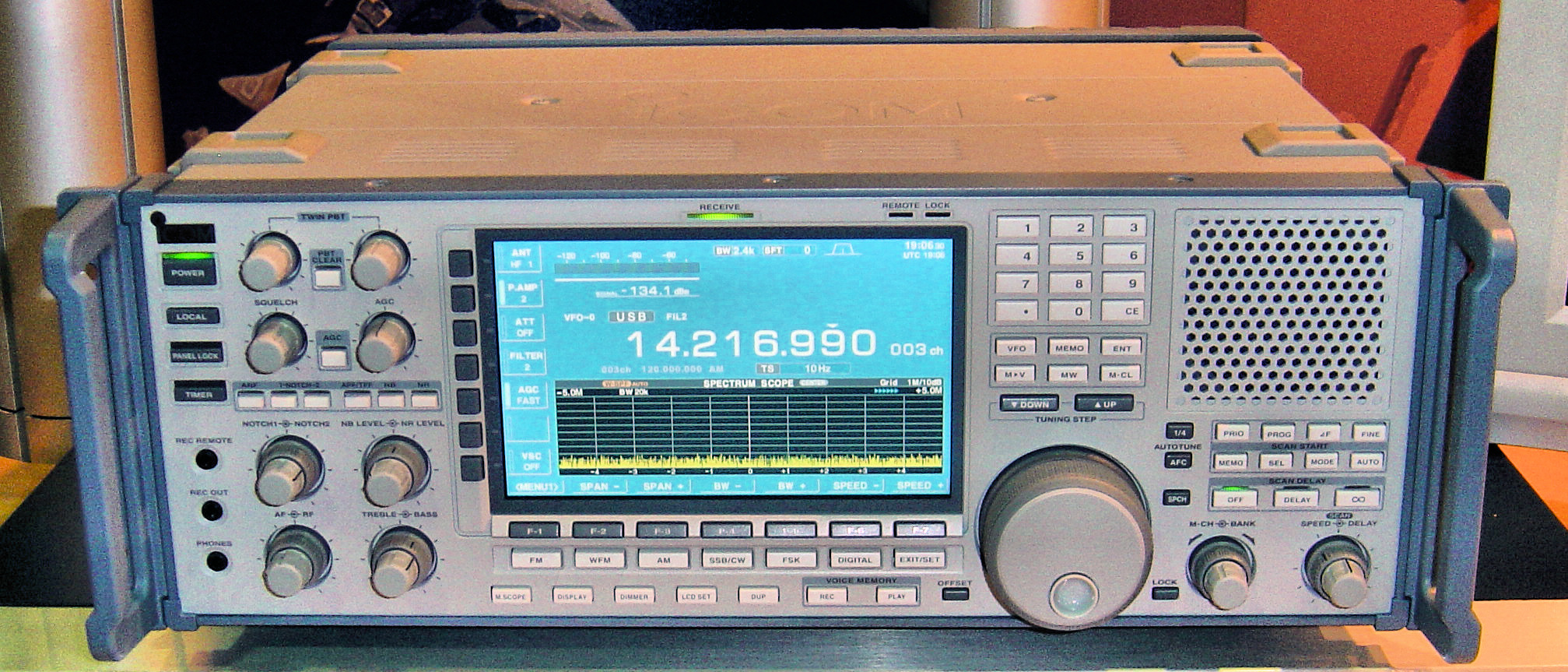
Icom RC-9500, 2000
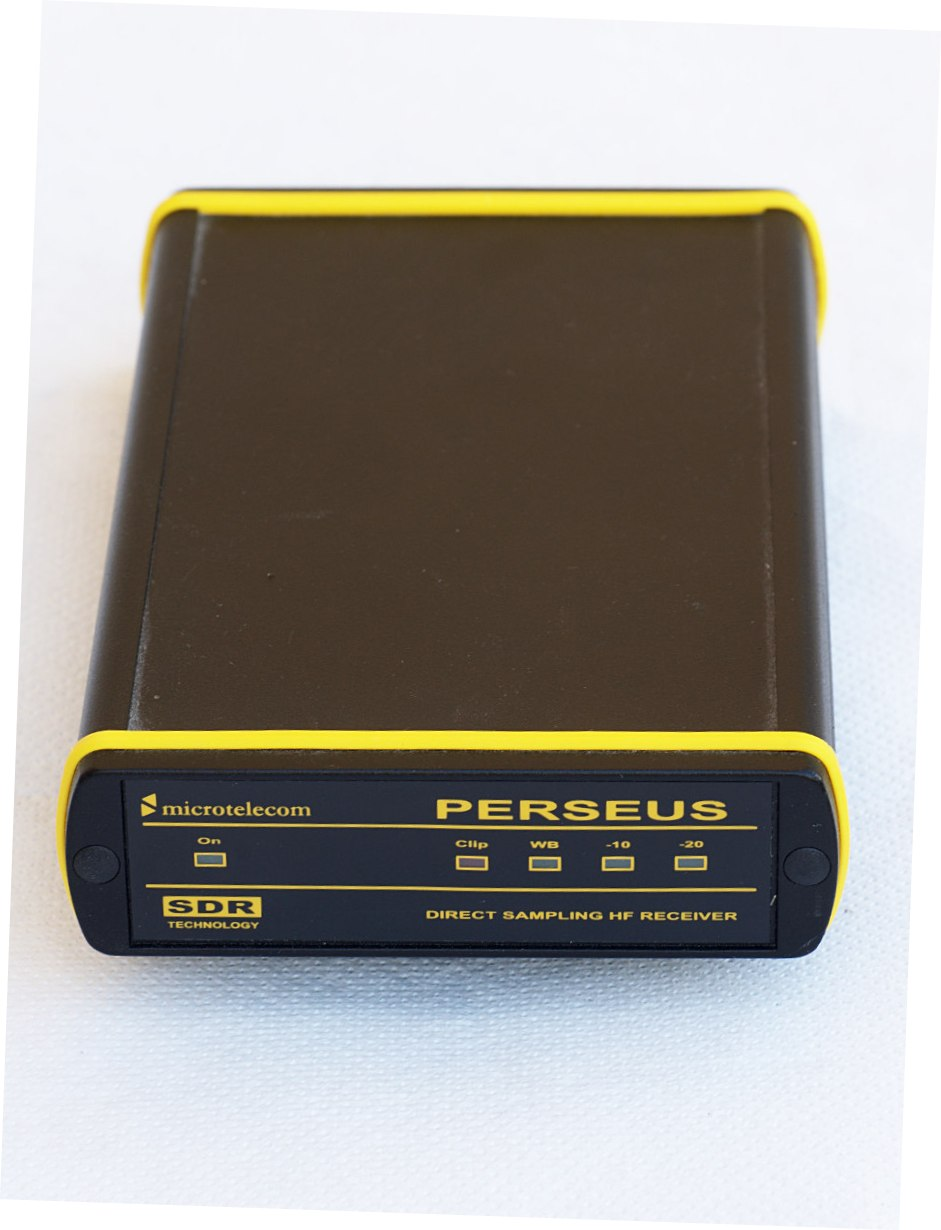
Perseus SDR receiver, 2009